# Hydrophis sibauensis
Hydrophis sibauensis là một loài rắn trong họ Rắn hổ. Loài này được Rasmussen, Auliya & Böhme mô tả khoa học đầu tiên năm 2001.